# 土橋悦子
土橋 悦子（どばし えつこ、女性、1948年 - ）は、日本の絵本作家。

## 人物・来歴
東京都生まれ。千葉県在住。1970年から32年間、船橋市西図書館に児童図書館員として勤務。1988年から約10年間、児童基本図書蔵書目録の作成に携わる。司書として勤務する傍ら、長年にわたる子供たちとの触れ合いといった実体験を活かし、絵本の創作活動を始める。

## 作品リスト

### 絵本・児童書
- 長新太／絵 『ぬい針だんなとまち針おくさん』 （福音館書店、1999年） ISBN 4-8340-1621-8
- 長谷川直子／作、さとうあや／絵、吉田道子／文、梶山俊夫／絵、安井清子／訳 『おおきなポケット:10のはこ 2004年5月号』 （福音館書店、2004年）
- 織茂恭子／絵 『ててちゃん』 （福音館書店、2008年） ISBN 978-4-8340-2337-4

### 訳書
- マーシャ・ブラウン作 『メリーゴーランドがやってきた』 （ブック・グローブ社、1994年） ISBN 978-4938624118

### その他
- 中多泰子編、宍戸寛共著 『児童サービス論』 （樹村房、1997年） ISBN 978-4883670123